# NGC 3561
NGC 3561 هي مجرة تتبع كوكبة الدب الأكبر. اكتشفها جون هيرشل في 30 مارس 1827.

## روابط خارجية
- NGC 3561 على موقع ويكي سكاي: DSS2, SDSS, GALEX, IRAS, Hydrogen α, X-Ray, Astrophoto, Sky Map, Articles and images